# Nazlat Tuna
Nazlat Tuna – miejscowość w Egipcie, w muhafazie Al-Minja. W 2006 roku liczyła 5764 mieszkańców.